# Партија радикалне левице
Партија радикалне левице (ПРЛ) је левичарска политичка странка у Србији која је основана у септембру 2020. као наследница Социјалдемократске уније (СДУ).

## Историја

### Оснивање
Странка је основана у септембру 2020. године, иако је њено оснивање најављено у новембру 2019. године, а неколико пута је одлагано због техничких потешкоћа, али и идеолошких несугласица унутар чланства у Социјалдемократској унији (СДУ). Међу значајним оснивачима Партије радикалне левице су Иван Златић, политички активиста и последњи лидер СДУ и Јово Бакић, признати социолог и универзитетски професор. На 12. редовном конгресу СДУ, који је имао изборни карактер, странка је усвојила предлоге за свој нови програм и статут, мењајући назив странке у Партија радикалне левице. Дванаести конгрес СДУ представљао је крај процеса обједињавања различитих ванпарламентарних левичарских организација окупљених око Социјалдемократске уније у парламентарну борбу, која је започела на позив СДУ средином 2018. године. Овај процес настављен је заједничким акцијама различитих српских левичарских организација и студентских иницијатива из Београда и Новог Сада, против насилних деложација, као и против изградње мини-хидроелектрана током 2019. и 2020. На Конгресу септембра 2020. изабран је нови састав партијских тела.

### Одлазак Јове Бакића
Пак, већ у марту 2021. године, део јавности је био изненађен вешћу да је један од оснивача и идеолога партије, Јово Бакић, напустио организацију.
Он је то учинио пошто је критикован да у јавности износи ставове који нису у складу са програмом ПРЛ.

### Радничка омладина
На Дан младости 25.5.2024. млади чланови ПРЛ уз још младих активиста са левице оснивају Радничку омладину. РО себе сматра за прву антикапиталистичку омладинску организацију у Србији од пада реалног социјализма.
Радничка омладина први пут долази у жижу медијске јавности при учешћу у протестима против аустралијске компаније Rio Tinto, где се појавила са транспарентом "Ни грумен руде ЕУ окупатору! Рио Тинто марш из Србије!", подсећајући јавност да је пројекат ископавања литијума у Србији директно спонзорисан од стране Европске уније.

## Циљеви и идеологија
Партија радикалне левице основана је као политичка иницијатива радника, синдикалиста, незапослених и студената у Србији. Као и претходница, и ПРЛ се сматра моралним и идеолошким наследником историјске левичарске Српске социјалдемократске партије Димитрија Туцовића, као и Југословенског покрета антифашистичког отпора. Нова странка која најављује борбу за изградњу праведног економског система, заштиту људских и радних права и егзистенцијалну сигурност сваког члана друштва, као и стварање социјалистичке и секуларне републике, засноване на једнакости, солидарности, слободама, демократији, интернационализму, антиимперијализам, антинационализам и антифашизам, у којем ће људи бити важнији од профита, уз загарантовану бесплатну здравствену заштиту и образовање, родну равноправност и мањинска права. ПРЛ је опозиција популистичком и ауторитарном режиму у Србији који предводи Српска напредна странка која је на власти од 2012.
Чланство у странци одржава сарадњу са другим левичарским организацијама и иницијативама у Србији, као што су Не давимо Београд и Маркс21, као и са неким левичарским странкама из суседних земаља, укључујући Нову левицу и Раднички фронт из Хрватске и Левицу из Словеније, као и са осталим европским странкама левице као што су Европска уједињена левица — Нордијска зелена левица, Прогресивна интернационала и Покрет демократије у Европи 2025. Јаниса Варуфакиса.